# Vela nos Jogos Asiáticos da Juventude de 2009
As competições de vela nos Jogos Asiáticos da Juventude de 2009 ocorreram entre 30 de junho e 6 de julho. Cinco eventos foram disputados.

## Calendário
| Junho/Julho | 20 | 22 | 24 | 27 | 29 | 30 | 1 | 2 | 3 | 4 | 5 | 6 | 7 | Finais |
| ----------- | -- | -- | -- | -- | -- | -- | - | - | - | - | - | - | - | ------ |
| Vela        |    |    |    |    |    |    |   |   |   |   |   | 5 |   | 5      |

## Quadro de medalhas
| Ordem | País          | Medalha de ouro | Medalha de prata | Medalha de bronze |    |
| ----- | ------------- | --------------- | ---------------- | ----------------- | -- |
| 1     | Tailândia     | 3               | 2                |                   | 5  |
| 2     | China         | 1               | 2                | 1                 | 4  |
| 3     | Singapura     | 1               | 1                | 2                 | 4  |
| 4     | Malásia       |                 |                  | 1                 | 1  |
| 4     | Coreia do Sul |                 |                  | 1                 | 1  |
| TOTAL | TOTAL         | 5               | 5                | 5                 | 15 |

## Medalhistas
| Evento                              | Ouro                                 | Prata                             | Bronze                                             |
| Bic Techno 293 masculino (detalhes) | CHN China Wei Bipeng                 | THA Tailândia Vantana Nakaret     | KOR Coreia do Sul Kim Chaneui                      |
| Bic Techno 293 feminino (detalhes)  | THA Tailândia Siripon Kaewduang-Ngam | CHN China Hao Xiumei              | KOR Coreia do Sul Yong Pei Lin Audrey              |
| Byte CII masculino (detalhes)       | SIN Singapura Choy Wong Loong Darren | THA Tailândia Supakon Pongwichean | MAS Malásia Muhamad Amirul Shafiq Bin Muhamad Jais |
| Byte CII feminino (detalhes)        | THA Tailândia Jittiwa Thanawitwilat  | SIN Singapura Najwa Jumali        | CHN China Gu Min                                   |
| Troféu das Nações                   | THA Tailândia                        | CHN China                         | SIN Singapura                                      |